# Respect the Pimpin'
Respect the Pimpin' — четвертий міні-альбом американського репера Too Short, виданий лейблами Dangerous Music та Empire Distribution 14 грудня 2010 р. Більшість пісень присвячено темі сутенерства. Реліз випущено лише як цифрове завантаження.

## Список пісень
| #  | Назва                                                               | Продюсер  | Тривалість |
| -- | ------------------------------------------------------------------- | --------- | ---------- |
| 1. | «Bitch I'm a Pimp»                                                  |           | 3:16       |
| 2. | «Respect the Pimpin'» (з участю Snoop Dogg, Silk-E та Elijah Baker) |           | 2:56       |
| 3. | «That's Not Your Bitch» (з участю Jazze Pha та Ginger)              | Jazze Pha | 3:31       |
| 4. | «Get Ya Money»                                                      |           | 4:57       |
| 5. | «Ya'll Ready» (з участю Mac Minister та Richie Rich)                |           | 3:52       |
| 6. | «Bitches Need Love Too» (з участю Jazze Pha)                        | Jazze Pha | 5:05       |